# Pisticci
Pisticci is een stad in de Zuid-Italiaanse regio Basilicata (provincie Matera).
De stad ligt op een heuveltop hoog boven het rivier dalen van de Basento en de Cavone op 8 kilometer afstand van de Ionische Zee. Pisticci is een belangrijk agrarisch en industrieel centrum in dit deel van Basilicata. De omgeving van de plaats werd al in de 10e eeuw v.Chr. bewoond door de Italische stam van de Enotri. Rond het jaar 1000 kwamen de Normandiërs die hier hun basis hadden.
In 1927, tijdens de fascistische periode was Pisticci de grote concurrent van Matera in de strijd om de status van provinciehoofdstad. Deze titel werd echter aan de stad van de Sassi toegewezen.
De economie van de plaats is vooral gebaseerd op landbouw en industrie. Tot de jaren zeventig was er in de vallei een olieraffinaderij gevestigd. Na de sluiting hiervan kwam Pisticci in een crisis, veel mensen, vooral jongeren verlieten de stad. De plaats kent nog steeds een hoge werkloosheid.

## Afbeeldingen

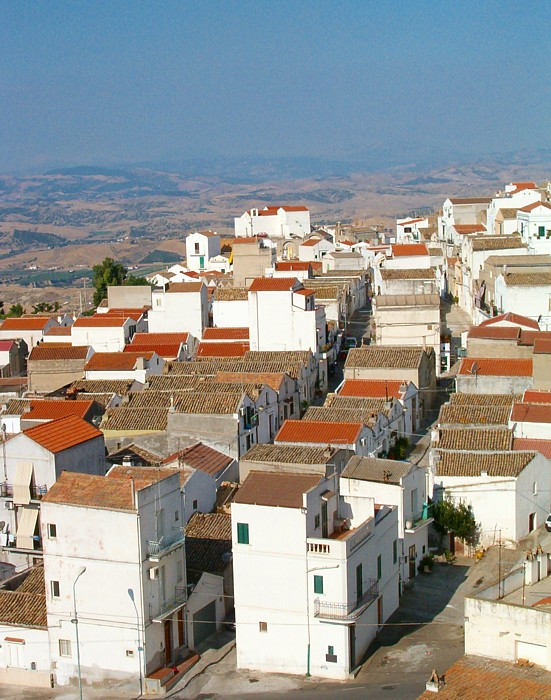
Pisticci
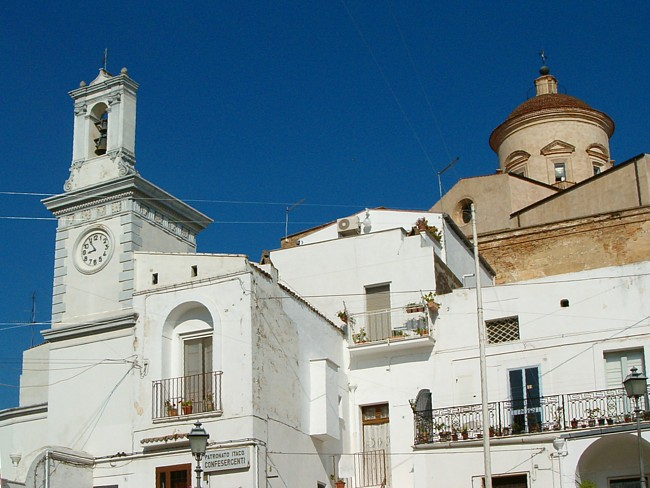
Centrum